# Marco Pláucio Silvano
Marco Pláucio Silvano (em latim: Marcus Plautius Silvanus; 35 a.C.–9 (43 anos)) foi um general romano da gente Pláucia eleito cônsul em 2 a.C. com o imperador Augusto. Silvano foi depois procônsul da Ásia de 4 a 5, mas ganhou sua reputação atuando na  Panônia, Dalmácia e Ilírico à época da Grande Revolta Ilíria.

## Biografia
De acordo com Pierre Bayle, Silvano era filho de Marco Pláucio e Urgulânia, uma amiga da imperatriz-consorte Lívia, e foi por intercessão dela que Silvano avançou pelo cursus honorum até chegar ao consulado em 2 a.C.. Entre 4 e 5 d.C., Silvano serviu como procônsul da Ásia e depois foi legado imperial da Galácia em 6 d.C., onde atuou para sufocar uma revolta dos isáurios.
Ainda na Galácia Silvano soube da Grande Revolta da Ilíria. Em 6, foi convocado pelo general Tibério, encarregado das forças militares romanas em Ilírico, com ordens de trazer consigo suas tropas — as legiões IV Scythica e V Macedonica — para ajudar a sufocar a revolta. Silvano se juntou a Aulo Cecina Severo, o legado imperial da Mésia e travou uma grande batalha contra os rebeldes em Sírmio. Os romanos venceram, mas sofreram baixas pesadíssimas. Depois da batalha, Silvano permaneceu no comando de suas tropas até 9, atuando na Panônia e na Dalmácia . Por seus sucessos, Silvano recebeu a ornamenta triumphalia.
Apesar de ter servido sob o comando de Tibério durante a revolta, ele tinha dúvidas sobre Silvano, especialmente por causa da relação próxima dele com sua mãe, Lívia.

## Família
Silvano se casou com Lárcia e teve quatro filhos:
- Marco Pláucio Silvano. Casado primeiro com Fábia Numantina, mas separado já em 24, quando se casou com Aprônia, filha de Lúcio Aprônio. Aparentemente assassinou Aprônia atirando-a de uma janela[14][15]. Este assassinato foi investigado pelo próprio Tibério, tamanho foi o escândalo. Urgulania enviou ao seu neto uma adaga e pediu que ele se matasse, o que ele fez. Logo depois, Fábia foi "acusada de ter causado insanidade no marido através de poções e encantos mágicos", mas foi absolvida[14].
- Aulo Pláucio Urgulânio, que morreu aos nove anos [16].
- Públio Pláucio Pulcro, amigo e companheiro de seu sobrinho Cláudio Druso. Foi questor de Tibério e áugure; também governou a Sicília[17].
- Pláucia Urgulanila, primeira esposa do imperador Cláudio.